# Pedro María Unanue
Pedro María Unanue (Ondarroa, Biscaia, o segons alguns Mutriku, Guipúscoa, 15 d'agost de 1814 - Trieste, Itàlia, 3 de gener de 1846) fou un cantant basc.
S'ignora amb qui va aprendre els primers passos en l'art del cant, però ja el 1832 guanyà en renyides oposicions la plaça de tenor de la Catedral de Santander, que desenvolupà per a pocs temps, ja que el 1834 es trobava a Madrid, on intentà entrar al Conservatori, dirigit en aquell temps pel cantant italià Piermarini, el qual es negà a admetre'l en aquell establiment. Llavors Unanue es dirigí a Reart, en el qual rebé una benèvola acollida i amb el que va fer excel·lents estudis que li van permetre actuar en breu en l'escena. Contractat, el 1836, per l'empresa del Teatro de la Cruz, de Madrid, aconseguí gran èxit, i fins al 1842 continuà actuant en aquest teatre i en el del Príncipe, passant el 1844, al Circo, on fou aplaudit amb entusiasme.
Poc temps després marxà vers Rússia, deixant abandonats a la seva esposa i al seu fill de curta edat, havent indicat algun dels seus biògrafs que aquesta determinació es degué a un drama íntim, encara que mai s'arribà a saber la causa verdadera. En el teatre de l'Òpera, de Sant Petersburg, fou aclamat al costat de Rabini, el millor tenor de l'època, i el 1845 cantà a Bèrgam i a Trieste, sorprenent-lo aquí la mort quan estava en la plenitud de la seva vida i de les seves facultats artistíques.

El crític musical Joaquín Espín y Guillén jutjava així al malaurat tenor:
| « | La veu d'Unanue era extensa i robusta fins al màxim, ja que assolia del la greu (clau de fa) al do agut en la extensió d'un tenor sfogatto. El seu caràcter i tessitura de veu corresponia més al gènere seriós que al de gracia o mezzo carattere; així és que en la Norma, Belisario, Zalmira, Esule di Roma i altres del mateix gènere, destacava amb notable avantatja a quants tenors de la seva corda (amb poquíssimes excepcions) havíem escoltat a Madrid. No es creguí pel que acabem d'exposar que a Unanue li era estrany el repertori de mezzo carattere; se l'havia aplaudit un sens nombre de vegades en la Lucia, Lucrezia, Roberto d'Evreux i el Templario, ja que tenia el recurs d'assolir les notes elevades de la veu de tenor sense fatiga, i sense que en la pronunciació aparentes la menor violència. | » |